# جولي دريسكول
جولي دريسكول (بالإنجليزية: Julie Driscoll Tippetts)‏ (و. 1947  م) هي مغنية، ومغنية مؤلفة، وعازفة الجاز، وممثلة بريطانية، ولدت في لندن.

## وصلات خارجية
- جولي دريسكول على موقع IMDb (الإنجليزية)
- جولي دريسكول على موقع ميوزك برينز (الإنجليزية)
- جولي دريسكول على موقع ميوزك برينز (الإنجليزية)
- جولي دريسكول على موقع أول ميوزيك (الإنجليزية)
- جولي دريسكول على موقع ديسكوغز (الإنجليزية)
- جولي دريسكول على موقع ديسكوغز (الإنجليزية)
- جولي دريسكول على موقع قاعدة بيانات الفيلم (الإنجليزية)
- جولي دريسكول في قاعدة بيانات الأفلام على الإنترنت